# Hydrogelbasierender Ackerbau
Der hydrogelbasierende Ackerbau ist eine Variante der Hydrokultur und wird auch Film Farming genannt.
Während bei einer Hydrokultur die Pflanzen zum Teil ohne Substrat direkt im Wasser stehen, wird ein Hydrogel als Substrat verwendet.
Entwickler des Hydrogels ist Yuichi Mori, Gastprofessor an der Waseda-Universität. Sein Spezialgebiet sind Polymermembranen zur Anwendung in der Medizin. Er erkannte, dass die Wurzeln der Pflanzen sich durch das Hydrogel gezielt mit Nährstoffen versorgen lassen, andererseits sind die Poren des Hydrogels aber zu klein für Viren und Bakterien. Außerdem hält das Hydrogel das Wasser zurück, wodurch 80–90 % weniger Wasser benötigt wird.
Mori gründete die Firma Mebiol, um seine Idee zu vermarkten. Das Produkt ist ein dünner Film (daher auch Film Farming), der das 400fache seines Gewichts an Wasser speichern kann. Die erste kommerzielle Anwendung war 2009 die Zucht von Tomaten. Ein interessanter Nebeneffekt ist, dass der Wasserstress dafür sorgt, dass die Pflanzen in ihren Früchten mehr Zucker bilden. Da die Pflanzen kein Substrat brauchen, kann der Film sogar in der Wüste verwendet werden.
Inzwischen gibt  µes auch andere Anbieter, z. B. aus Indien.